# Hanno Goffin (Unternehmensberater)
Hanno Goffin (* 13. März 1959 in Düsseldorf) ist ein deutscher Interimsmanager, Unternehmensberater und Vortragsredner.

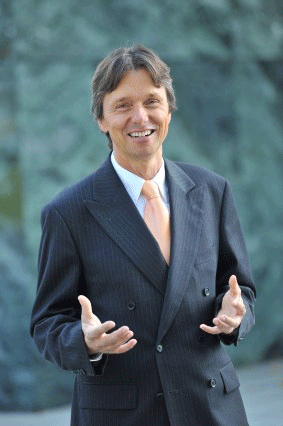
Hanno Goffin

## Leben
Nach dem Abitur am Humboldt-Gymnasium Düsseldorf studierte Hanno Goffin Maschinenbau an der RWTH Aachen mit dem Abschluss als Diplom-Ingenieur. Außerdem erhielt er nach seinem Studium an der Università Commerciale Luigi Bocconi in Mailand den Master of Business Administration.
Nach seiner Laufbahn bei Konzernunternehmen und Mittelstandsunternehmen bis in Positionen der Geschäftsleitung arbeitet er in der Unternehmensberatung und im Interimsmanagement für größere Industrieunternehmen. Nach einem 10-jährigen, empirischen Forschungsprojekt und Metastudien auf Basis von Daten von über 50.000 Unternehmen und zahlreicher, international führender wissenschaftlicher Institute und globalen Beratungsunternehmen veröffentlichte er die empirisch belegten Ergebnisse zu Strategie, Taktik und Umsetzung von Erfolgsunternehmen im Vergleich zu Durchschnittsunternehmen und solchen die in Krisen geraten.
2020 wurde er in den Diplomatic Council, einem globalen Think Tank mit offiziell akkreditiertem Beraterstatus des Wirtschafts- und Sozialrates der Vereinten Nationen, berufen.
Er lebt in Ratingen und hat zwei Kinder.

## Publikationen
- Verhandlungen in der Automobilindustrie, Erfolgreich verhandeln, wenn Millionen auf dem Spiel stehen, DC Publishing, Wiesbaden, 2022, ISBN 978-3-98674-036-8
- Erfolgsunternehmen – empirisch belegte Wege an die Spitze, Springer Gabler, Wiesbaden, 2020, ISBN 978-3-662-59818-4  DOI: https://doi.org/10.1007/978-3-662-59819-1
- Automotive: Interim Manager berichten aus der Praxis: Von Interim Managern lernen, DC Publishing, Wiesbaden, 2021, ISBN 978-3-947818-29-7
- Chefsache Interim Management, Springer Gabler, Wiesbaden, 2019, ISBN 978-3-658-18051-5, https://doi.org/10.1007/978-3-658-18051-5
- Chefsache: Best of 2014 | 2015, Springer Gabler, 2015, ISBN 978-3-658-08708-1
- Chefsache Prävention, Schaffung erfolgreicher Unternehmen, Springer     Gabler, 2014, ISBN 978-3-658-03612-6, https://doi.org/10.1007/978-3-658-03612-6